# 1re étape du Tour d'Italie 2020
Pour un article plus général, voir Tour d'Italie 2020.
La 1re étape du Tour d'Italie 2020 se déroule le samedi 3 octobre 2020 sous la forme d'un contre-la-montre individuel, entre Monreale en Palerme, sur une distance de 15,1 km.
Initialement, l'étape était prévue en Hongrie au mois de mai, avant d'être annulée en raison de la pandémie de Covid-19,.

## Déroulement de la course
Champion du monde de la spécialité, Filippo Ganna (Ineos) remporte le contre-la-montre inaugural, avec 22 secondes d'avance sur João Almeida (Deuceninck-Quick Step) et Mikkel Bjerg (UAE Emirates). Ganna s'empare ainsi des maillots roses, cyclamens et blancs. 4e de l'étape à 23 secondes, Geraint Thomas (Ineos) est le meilleur temps des favoris, en devançant Simon Yates (Mitchelton-Scott) de 26 secondes. Les rivaux des deux britanniques se sont élancés dans les dernières positions et ont subi ainsi des conditions météorologiques plus difficiles, avec un vent plus fort. Ilnur Zakarin (CCC Team) concède 1 minute 05 par rapport à Thomas, Wilco Kelderman (Sunweb) 1 minute 05, Vincenzo Nibali (Trek-Segafredo) 1 minute 06, Steven Kruijswijk (Jumbo-Visma) 1 minute 21, Jakob Fuglsang (Astana) 1 minute 24 et Rafał Majka (Bora-Hansgrohe) 1 minute 37. Victime d'une chute lors du chrono, Miguel Ángel López (Astana) est contraint à l'abandon.

## Résultats

### Classement de l'étape
| \| Classement de l'étape \| Classement de l'étape \| Classement de l'étape \| Classement de l'étape \| Classement de l'étape \| \| Coureur \| Coureur \| Pays \| Équipe \| Temps \| \| --------------------- \| --------------------- \| --------------------- \| ---------------------- \| --------------------- \| \| 1er \| Filippo Ganna \| Italie \| Ineos Grenadiers \| 15 min 24 s \| \| 2e \| João Almeida \| Portugal \| Deceuninck-Quick Step \| + 22 s \| \| 3e \| Mikkel Bjerg \| Danemark \| UAE Team Emirates \| + 22 s \| \| 4e \| Geraint Thomas \| Royaume-Uni \| Ineos Grenadiers \| + 23 s \| \| 5e \| Tobias Foss \| Norvège \| Jumbo-Visma \| + 31 s \| \| 6e \| Josef Černý \| Tchéquie \| CCC Team \| + 36 s \| \| 7e \| Matteo Sobrero \| Italie \| NTT Pro Cycling \| + 40 s \| \| 8e \| Lawson Craddock \| États-Unis \| EF Pro Cycling \| + 41 s \| \| 9e \| Miles Scotson \| Australie \| Groupama-FDJ \| + 42 s \| \| 10e \| Matthias Brändle \| Autriche \| Israel Start-Up Nation \| + 42 s \| |                  |             |                        |             |
| |                  |             |                        |             |
| Source : ProCyclingStats |                  |             |                        |             |
| Classement de l'étape |                  |             |                        |             |
| Coureur | Coureur          | Pays        | Équipe                 | Temps       |
| 1er | Filippo Ganna    | Italie      | Ineos Grenadiers       | 15 min 24 s |
| 2e | João Almeida     | Portugal    | Deceuninck-Quick Step  | + 22 s      |
| 3e | Mikkel Bjerg     | Danemark    | UAE Team Emirates      | + 22 s      |
| 4e | Geraint Thomas   | Royaume-Uni | Ineos Grenadiers       | + 23 s      |
| 5e | Tobias Foss      | Norvège     | Jumbo-Visma            | + 31 s      |
| 6e | Josef Černý      | Tchéquie    | CCC Team               | + 36 s      |
| 7e | Matteo Sobrero   | Italie      | NTT Pro Cycling        | + 40 s      |
| 8e | Lawson Craddock  | États-Unis  | EF Pro Cycling         | + 41 s      |
| 9e | Miles Scotson    | Australie   | Groupama-FDJ           | + 42 s      |
| 10e | Matthias Brändle | Autriche    | Israel Start-Up Nation | + 42 s      |

### Classements aux points intermédiaires
| Classement intermédiaire no 1 Cathédrale de Monreale (km 1,1) | Classement intermédiaire no 1 Cathédrale de Monreale (km 1,1) | Classement intermédiaire no 1 Cathédrale de Monreale (km 1,1) | Classement intermédiaire no 1 Cathédrale de Monreale (km 1,1) | Classement intermédiaire no 1 Cathédrale de Monreale (km 1,1) |
|                                                               | Coureur                                                       | Pays                                                          | Équipe                                                        | Temps                                                         |
| ------------------------------------------------------------- | ------------------------------------------------------------- | ------------------------------------------------------------- | ------------------------------------------------------------- | ------------------------------------------------------------- |
| 1er                                                           | Rick Zabel                                                    | Allemagne                                                     | Israel Start-Up Nation                                        | en 1 min 35 s                                                 |
| 2e                                                            | Peter Sagan                                                   | Slovaquie                                                     | Bora-Hansgrohe                                                | + 1 s                                                         |
| 3e                                                            | Davide Ballerini                                              | Italie                                                        | Deceuninck-Quick Step                                         | + 4 s                                                         |
| 4e                                                            | Simon Guglielmi                                               | France                                                        | Groupama-FDJ                                                  | + 5 s                                                         |
| 5e                                                            | Fabio Felline                                                 | Italie                                                        | Astana                                                        | + 6 s                                                         |
| 6e                                                            | Jhonatan Restrepo                                             | Colombie                                                      | Androni Giocattoli-Sidermec                                   | + 6 s                                                         |
| 7e                                                            | Josef Černý                                                   | Tchéquie                                                      | CCC Team                                                      | + 7 s                                                         |
| 8e                                                            | Nicolas Edet                                                  | France                                                        | Cofidis                                                       | + 7 s                                                         |
| 9e                                                            | Rohan Dennis                                                  | Australie                                                     | Ineos Grenadiers                                              | + 8 s                                                         |
| 10e                                                           | Jan Tratnik                                                   | Slovénie                                                      | Bahrain-McLaren                                               | + 7 s                                                         |
| modifier                                                      |                                                               |                                                               |                                                               |                                                               |

| Classement intermédiaire no 2 Via Roma (km 9,4) | Classement intermédiaire no 2 Via Roma (km 9,4) | Classement intermédiaire no 2 Via Roma (km 9,4) | Classement intermédiaire no 2 Via Roma (km 9,4) | Classement intermédiaire no 2 Via Roma (km 9,4) |
|                                                 | Coureur                                         | Pays                                            | Équipe                                          | Temps                                           |
| ----------------------------------------------- | ----------------------------------------------- | ----------------------------------------------- | ----------------------------------------------- | ----------------------------------------------- |
| 1er                                             | Filippo Ganna                                   | Italie                                          | Ineos Grenadiers                                | en 8 min 51 s                                   |
| 2e                                              | João Almeida                                    | Portugal                                        | Deceuninck-Quick Step                           | + 11 s                                          |
| 3e                                              | Josef Černý                                     | Tchéquie                                        | CCC Team                                        | + 11 s                                          |
| 4e                                              | Geraint Thomas                                  | Royaume-Uni                                     | Ineos Grenadiers                                | + 12 s                                          |
| 5e                                              | Matthias Brändle                                | Autriche                                        | Israel Start-Up Nation                          | + 15 s                                          |
| 6e                                              | Jan Tratnik                                     | Slovénie                                        | Bahrain-McLaren                                 | + 16 s                                          |
| 7e                                              | Davide Ballerini                                | Italie                                          | Deceuninck-Quick Step                           | + 17 s                                          |
| 8e                                              | Lawson Craddock                                 | États-Unis                                      | EF Pro Cycling                                  | + 17 s                                          |
| 9e                                              | Miles Scotson                                   | Australie                                       | Groupama-FDJ                                    | + 18 s                                          |
| 10e                                             | Mikkel Bjerg                                    | Danemark                                        | UAE Emirates                                    | + 18 s                                          |
| modifier                                        |                                                 |                                                 |                                                 |                                                 |

### Points attribués pour le classement par points
| \| Arrivée d'étape Palerme (km 15,1) \| Arrivée d'étape Palerme (km 15,1) \| Arrivée d'étape Palerme (km 15,1) \| Arrivée d'étape Palerme (km 15,1) \| Arrivée d'étape Palerme (km 15,1) \| \| --------------------------------- \| --------------------------------- \| --------------------------------- \| --------------------------------- \| --------------------------------- \| \| \| Coureur \| Pays \| Équipe \| Point(s) \| \| 1er \| Filippo Ganna \| Italie \| Ineos Grenadiers \| 15 \| \| 2e \| João Almeida \| Portugal \| Deceuninck-Quick Step \| 12 \| \| 3e \| Mikkel Bjerg \| Danemark \| UAE Emirates \| 9 \| \| 4e \| Geraint Thomas \| Royaume-Uni \| Ineos Grenadiers \| 7 \| \| 5e \| Tobias Foss \| Norvège \| Jumbo-Visma \| 6 \| \| 6e \| Josef Černý \| Tchéquie \| CCC Team \| 5 \| \| 7e \| Matteo Sobrero \| Italie \| NTT Pro Cycling \| 4 \| \| 8e \| Lawson Craddock \| États-Unis \| EF Pro Cycling \| 3 \| \| 9e \| Miles Scotson \| Australie \| Groupama-FDJ \| 2 \| \| 10e \| Matthias Brändle \| Autriche \| Israel Start-Up Nation \| 1 \| \| modifier \| \| \| \| \| |                  |             |                        |          |
| Arrivée d'étape Palerme (km 15,1) |                  |             |                        |          |
| | Coureur          | Pays        | Équipe                 | Point(s) |
| 1er | Filippo Ganna    | Italie      | Ineos Grenadiers       | 15       |
| 2e | João Almeida     | Portugal    | Deceuninck-Quick Step  | 12       |
| 3e | Mikkel Bjerg     | Danemark    | UAE Emirates           | 9        |
| 4e | Geraint Thomas   | Royaume-Uni | Ineos Grenadiers       | 7        |
| 5e | Tobias Foss      | Norvège     | Jumbo-Visma            | 6        |
| 6e | Josef Černý      | Tchéquie    | CCC Team               | 5        |
| 7e | Matteo Sobrero   | Italie      | NTT Pro Cycling        | 4        |
| 8e | Lawson Craddock  | États-Unis  | EF Pro Cycling         | 3        |
| 9e | Miles Scotson    | Australie   | Groupama-FDJ           | 2        |
| 10e | Matthias Brändle | Autriche    | Israel Start-Up Nation | 1        |
| modifier |                  |             |                        |          |

### Points attribués pour le classement du meilleur grimpeur
| \| Cathédrale de Monreale (km 1,1) 4e catégorie (1,2 km à 3,7%) \| Cathédrale de Monreale (km 1,1) 4e catégorie (1,2 km à 3,7%) \| Cathédrale de Monreale (km 1,1) 4e catégorie (1,2 km à 3,7%) \| Cathédrale de Monreale (km 1,1) 4e catégorie (1,2 km à 3,7%) \| Cathédrale de Monreale (km 1,1) 4e catégorie (1,2 km à 3,7%) \| \| ------------------------------------------------------------ \| ------------------------------------------------------------ \| ------------------------------------------------------------ \| ------------------------------------------------------------ \| ------------------------------------------------------------ \| \| \| Coureur \| Pays \| Équipe \| Point(s) \| \| 1er \| Rick Zabel \| Allemagne \| Israel Start-Up Nation \| 3 \| \| 2e \| Peter Sagan \| Slovaquie \| Bora-Hansgrohe \| 2 \| \| 3e \| Davide Ballerini \| Italie \| Deceuninck-Quick Step \| 1 \| \| modifier \| \| \| \| \| |                  |           |                        |          |
| Cathédrale de Monreale (km 1,1) 4e catégorie (1,2 km à 3,7%) |                  |           |                        |          |
| | Coureur          | Pays      | Équipe                 | Point(s) |
| 1er | Rick Zabel       | Allemagne | Israel Start-Up Nation | 3        |
| 2e | Peter Sagan      | Slovaquie | Bora-Hansgrohe         | 2        |
| 3e | Davide Ballerini | Italie    | Deceuninck-Quick Step  | 1        |
| modifier |                  |           |                        |          |

## Classements à l'issue de l'étape

### Classement général
| \| Classement général \| Classement général \| Classement général \| Classement général \| Classement général \| \| Coureur \| Coureur \| Pays \| Équipe \| Temps \| \| ------------------ \| ------------------ \| ------------------ \| ---------------------- \| ------------------ \| \| 1er \| Filippo Ganna \| Italie \| Ineos Grenadiers \| 15 min 24 s \| \| 2e \| João Almeida \| Portugal \| Deceuninck-Quick Step \| + 22 s \| \| 3e \| Mikkel Bjerg \| Danemark \| UAE Team Emirates \| + 22 s \| \| 4e \| Geraint Thomas \| Royaume-Uni \| Ineos Grenadiers \| + 23 s \| \| 5e \| Tobias Foss \| Norvège \| Jumbo-Visma \| + 31 s \| \| 6e \| Josef Černý \| Tchéquie \| CCC Team \| + 36 s \| \| 7e \| Matteo Sobrero \| Italie \| NTT Pro Cycling \| + 40 s \| \| 8e \| Lawson Craddock \| États-Unis \| EF Pro Cycling \| + 41 s \| \| 9e \| Miles Scotson \| Australie \| Groupama-FDJ \| + 42 s \| \| 10e \| Matthias Brändle \| Autriche \| Israel Start-Up Nation \| + 42 s \| |                  |             |                        |             |
| |                  |             |                        |             |
| Source : ProCyclingStats |                  |             |                        |             |
| Classement général |                  |             |                        |             |
| Coureur | Coureur          | Pays        | Équipe                 | Temps       |
| 1er | Filippo Ganna    | Italie      | Ineos Grenadiers       | 15 min 24 s |
| 2e | João Almeida     | Portugal    | Deceuninck-Quick Step  | + 22 s      |
| 3e | Mikkel Bjerg     | Danemark    | UAE Team Emirates      | + 22 s      |
| 4e | Geraint Thomas   | Royaume-Uni | Ineos Grenadiers       | + 23 s      |
| 5e | Tobias Foss      | Norvège     | Jumbo-Visma            | + 31 s      |
| 6e | Josef Černý      | Tchéquie    | CCC Team               | + 36 s      |
| 7e | Matteo Sobrero   | Italie      | NTT Pro Cycling        | + 40 s      |
| 8e | Lawson Craddock  | États-Unis  | EF Pro Cycling         | + 41 s      |
| 9e | Miles Scotson    | Australie   | Groupama-FDJ           | + 42 s      |
| 10e | Matthias Brändle | Autriche    | Israel Start-Up Nation | + 42 s      |

| Classement par points | Classement par points | Classement par points | Classement par points  | Classement par points |
| Coureur               | Coureur               | Pays                  | Équipe                 | Points                |
| --------------------- | --------------------- | --------------------- | ---------------------- | --------------------- |
| 1er                   | Filippo Ganna         | Italie                | Ineos Grenadiers       | 15 pts                |
| 2e                    | João Almeida          | Portugal              | Deceuninck-Quick Step  | 12 pts                |
| 3e                    | Mikkel Bjerg          | Danemark              | UAE Team Emirates      | 9 pts                 |
| 4e                    | Geraint Thomas        | Royaume-Uni           | Ineos Grenadiers       | 7 pts                 |
| 5e                    | Tobias Foss           | Norvège               | Jumbo-Visma            | 6 pts                 |
| 6e                    | Josef Černý           | Tchéquie              | CCC Team               | 5 pts                 |
| 7e                    | Matteo Sobrero        | Italie                | NTT Pro Cycling        | 4 pts                 |
| 8e                    | Lawson Craddock       | États-Unis            | EF Pro Cycling         | 3 pts                 |
| 9e                    | Miles Scotson         | Australie             | Groupama-FDJ           | 2 pts                 |
| 10e                   | Matthias Brändle      | Autriche              | Israel Start-Up Nation | 1 pt                  |

| Classement par points | Classement par points | Classement par points | Classement par points  | Classement par points |
| Coureur               | Coureur               | Pays                  | Équipe                 | Points                |
| --------------------- | --------------------- | --------------------- | ---------------------- | --------------------- |
| 1er                   | Filippo Ganna         | Italie                | Ineos Grenadiers       | 15 pts                |
| 2e                    | João Almeida          | Portugal              | Deceuninck-Quick Step  | 12 pts                |
| 3e                    | Mikkel Bjerg          | Danemark              | UAE Team Emirates      | 9 pts                 |
| 4e                    | Geraint Thomas        | Royaume-Uni           | Ineos Grenadiers       | 7 pts                 |
| 5e                    | Tobias Foss           | Norvège               | Jumbo-Visma            | 6 pts                 |
| 6e                    | Josef Černý           | Tchéquie              | CCC Team               | 5 pts                 |
| 7e                    | Matteo Sobrero        | Italie                | NTT Pro Cycling        | 4 pts                 |
| 8e                    | Lawson Craddock       | États-Unis            | EF Pro Cycling         | 3 pts                 |
| 9e                    | Miles Scotson         | Australie             | Groupama-FDJ           | 2 pts                 |
| 10e                   | Matthias Brändle      | Autriche              | Israel Start-Up Nation | 1 pt                  |

| Classement de la montagne | Classement de la montagne | Classement de la montagne | Classement de la montagne | Classement de la montagne |
| Coureur                   | Coureur                   | Pays                      | Équipe                    | Points                    |
| ------------------------- | ------------------------- | ------------------------- | ------------------------- | ------------------------- |
| 1er                       | Rick Zabel                | Allemagne                 | Israel Start-Up Nation    | 3 pts                     |
| 2e                        | Peter Sagan               | Slovaquie                 | Bora-Hansgrohe            | 2 pts                     |
| 3e                        | Davide Ballerini          | Italie                    | Deceuninck-Quick Step     | 1 pt                      |

| Classement de la montagne | Classement de la montagne | Classement de la montagne | Classement de la montagne | Classement de la montagne |
| Coureur                   | Coureur                   | Pays                      | Équipe                    | Points                    |
| ------------------------- | ------------------------- | ------------------------- | ------------------------- | ------------------------- |
| 1er                       | Rick Zabel                | Allemagne                 | Israel Start-Up Nation    | 3 pts                     |
| 2e                        | Peter Sagan               | Slovaquie                 | Bora-Hansgrohe            | 2 pts                     |
| 3e                        | Davide Ballerini          | Italie                    | Deceuninck-Quick Step     | 1 pt                      |

| Classement du meilleur jeune | Classement du meilleur jeune | Classement du meilleur jeune | Classement du meilleur jeune | Classement du meilleur jeune |
| Coureur                      | Coureur                      | Pays                         | Équipe                       | Temps                        |
| ---------------------------- | ---------------------------- | ---------------------------- | ---------------------------- | ---------------------------- |
| 1er                          | Filippo Ganna                | Italie                       | Ineos Grenadiers             | 15 min 24 s                  |
| 2e                           | João Almeida                 | Portugal                     | Deceuninck-Quick Step        | + 22 s                       |
| 3e                           | Mikkel Bjerg                 | Danemark                     | UAE Team Emirates            | + 22 s                       |
| 4e                           | Tobias Foss                  | Norvège                      | Jumbo-Visma                  | + 31 s                       |
| 5e                           | Matteo Sobrero               | Italie                       | NTT Pro Cycling              | + 40 s                       |
| 6e                           | Chris Hamilton               | Australie                    | Team Sunweb                  | + 55 s                       |
| 7e                           | Brandon McNulty              | États-Unis                   | UAE Team Emirates            | + 59 s                       |
| 8e                           | Ben O'Connor                 | Australie                    | NTT Pro Cycling              | + 1 min 00 s                 |
| 9e                           | James Whelan                 | Australie                    | EF Pro Cycling               | + 1 min 06 s                 |
| 10e                          | Sean Bennett                 | États-Unis                   | EF Pro Cycling               | + 1 min 06 s                 |

| Classement du meilleur jeune | Classement du meilleur jeune | Classement du meilleur jeune | Classement du meilleur jeune | Classement du meilleur jeune |
| Coureur                      | Coureur                      | Pays                         | Équipe                       | Temps                        |
| ---------------------------- | ---------------------------- | ---------------------------- | ---------------------------- | ---------------------------- |
| 1er                          | Filippo Ganna                | Italie                       | Ineos Grenadiers             | 15 min 24 s                  |
| 2e                           | João Almeida                 | Portugal                     | Deceuninck-Quick Step        | + 22 s                       |
| 3e                           | Mikkel Bjerg                 | Danemark                     | UAE Team Emirates            | + 22 s                       |
| 4e                           | Tobias Foss                  | Norvège                      | Jumbo-Visma                  | + 31 s                       |
| 5e                           | Matteo Sobrero               | Italie                       | NTT Pro Cycling              | + 40 s                       |
| 6e                           | Chris Hamilton               | Australie                    | Team Sunweb                  | + 55 s                       |
| 7e                           | Brandon McNulty              | États-Unis                   | UAE Team Emirates            | + 59 s                       |
| 8e                           | Ben O'Connor                 | Australie                    | NTT Pro Cycling              | + 1 min 00 s                 |
| 9e                           | James Whelan                 | Australie                    | EF Pro Cycling               | + 1 min 06 s                 |
| 10e                          | Sean Bennett                 | États-Unis                   | EF Pro Cycling               | + 1 min 06 s                 |

| Classement par équipes | Classement par équipes | Classement par équipes | Classement par équipes |
| Équipe                 | Équipe                 | Pays                   | Temps                  |
| ---------------------- | ---------------------- | ---------------------- | ---------------------- |
| 1re                    | Ineos Grenadiers       | Royaume-Uni            | 47 min 23 s            |
| 2e                     | Jumbo-Visma            | Pays-Bas               | + 1 min 05 s           |
| 3e                     | Deceuninck-Quick Step  | Belgique               | + 1 min 08 s           |
| 4e                     | Team Sunweb            | Allemagne              | + 1 min 16 s           |
| 5e                     | UAE Team Emirates      | Émirats arabes unis    | + 1 min 19 s           |
| 6e                     | EF Pro Cycling         | États-Unis             | + 1 min 25 s           |
| 7e                     | NTT Pro Cycling        | Afrique du Sud         | + 1 min 36 s           |
| 8e                     | Mitchelton-Scott       | Australie              | + 1 min 40 s           |
| 9e                     | CCC Team               | Pologne                | + 1 min 41 s           |
| 10e                    | Bahrain McLaren        | Bahreïn                | + 2 min 07 s           |

| Classement par équipes | Classement par équipes | Classement par équipes | Classement par équipes |
| Équipe                 | Équipe                 | Pays                   | Temps                  |
| ---------------------- | ---------------------- | ---------------------- | ---------------------- |
| 1re                    | Ineos Grenadiers       | Royaume-Uni            | 47 min 23 s            |
| 2e                     | Jumbo-Visma            | Pays-Bas               | + 1 min 05 s           |
| 3e                     | Deceuninck-Quick Step  | Belgique               | + 1 min 08 s           |
| 4e                     | Team Sunweb            | Allemagne              | + 1 min 16 s           |
| 5e                     | UAE Team Emirates      | Émirats arabes unis    | + 1 min 19 s           |
| 6e                     | EF Pro Cycling         | États-Unis             | + 1 min 25 s           |
| 7e                     | NTT Pro Cycling        | Afrique du Sud         | + 1 min 36 s           |
| 8e                     | Mitchelton-Scott       | Australie              | + 1 min 40 s           |
| 9e                     | CCC Team               | Pologne                | + 1 min 41 s           |
| 10e                    | Bahrain McLaren        | Bahreïn                | + 2 min 07 s           |

## Abandons
- Miguel Ángel López (Astana) : abandon sur chute
- Luca Covili (Bardiani CSF Faizanè) : hors-délai